# Cantone di Decazeville
Il Cantone di Decazeville era una divisione amministrativa dell'arrondissement di Villefranche-de-Rouergue.
A seguito della riforma approvata con decreto del 21 febbraio 2014, che ha avuto attuazione dopo le elezioni dipartimentali del 2015, è stato soppresso.

## Composizione
Comprendeva i comuni di:
- Almont-les-Junies
- Boisse-Penchot
- Decazeville
- Flagnac
- Livinhac-le-Haut
- Saint-Parthem
- Saint-Santin